# كنتكي (اسماعيلي كرمان)
کنتکي (بالفارسية: کنتکی) هي منطقة سكنية تقع في إيران في منطقة إسماعيلي. يقدر عدد سكانها بـ 43 نسمة بحسب إحصاء 2016.